# Kieron McQuaid
Kieron McQuaid (* 17. November 1950 in Dublin) ist ein ehemaliger irischer Radrennfahrer.

## Sportliche Laufbahn
McQuaid war Straßenradsportler. Er war Teilnehmer der Olympischen Sommerspiele 1972 in München. Im olympischen Straßenrennen wurde er als 40. klassiert. Im Mannschaftszeitfahren kam der Straßenvierer Irlands mit Liam Horner, Peter Doyle, Kieron McQuaid und Noel Teggart auf den 26. Platz.
1970 und 1972 gewann er jeweils eine Etappe der Tour of Ireland.

## Berufliches
Nach seiner sportlichen Karriere eröffnete er einen Fahrradgroßhandel.

## Familiäres
Kieron McQuaid ist der Bruder von Pat McQuaid und Oliver McQuaid sowie Cousin von John McQuaid, die ebenfalls Radrennfahrer waren. Sein Bruder Pat war von 2005 bis 2013 Präsident des Weltradsportverbands Union Cycliste Internationale (UCI).